# Qatar Masters
De Qatar Masters is een jaarlijks golftoernooi in Qatar, dat deel uitmaakt van de Europese PGA Tour. Het werd opgericht in 1998 en vindt sindsdien jaarlijks plaats op de Doha Golf Club in Doha.
Het toernooi wordt gespeeld in een strokeplay-formule van vier ronden (72-holes) en na de tweede ronde wordt de cut toegepast.

## Geschiedenis
De eerste editie vond plaats in 1998 en werd gewonnen door de Schotse Andrew Coltart. Van 2005 tot en met 2007 maakte het toernooi ook deel uit van de Aziatische PGA Tour.
In 2000 was de toen 30-jarige Rolf Muntz de eerste Nederlander die een toernooi won op de Europese Tour.De eerste ronde had hij 68 gemaakt en stond op een gedeelde tweede plaats achter Peter Lonard. Na de tweede ronde stond hij op 141 en deelde de leiding met Mathias Grönberg. De derde ronde volgde met 67 waardoor hij alleen aan de leiding stond en zes slagen voorsprong had op nummer 2, Stephen Leany. De vierde ronde speelde hij par voor een totaal van -8, Ian Woosnam werd tweede met -3, en Leany eindigde op de derde plaats met +1.
In 2008 was de Australiër Adam Scott de eerste golfer die dit toernooi voor de tweede keer won.

## Winnaars
| Jaar                             | Winnaar            | Score         | Score         | Info                               |
| Qatar Masters                    | Qatar Masters      | Qatar Masters | Qatar Masters | Qatar Masters                      |
| -------------------------------- | ------------------ | ------------- | ------------- | ---------------------------------- |
| 1998                             | Andrew Coltart     | 270           | –18           |                                    |
| 1999                             | Paul Lawrie        | 268           | –20           |                                    |
| 2000                             | Rolf Muntz         | 280           | –8            |                                    |
| 2001                             | Tony Johnstone     | 274           | –14           |                                    |
| 2002                             | Adam Scott         | 269           | –19           |                                    |
| 2003                             | Darren Fichardt po | 275           | –13           | Won de play-off van James Kingston |
| 2004                             | Joakim Haeggman    | 272           | –16           |                                    |
| 2005                             | Ernie Els          | 276           | –12           |                                    |
| The Commercialbank Qatar Masters |                    |               |               |                                    |
| 2006                             | Henrik Stenson     | 273           | –15           |                                    |
| 2007                             | Retief Goosen      | 273           | –15           |                                    |
| 2008                             | Adam Scott         | 268           | –20           |                                    |
| 2009                             | Alvaro Quiros      | 269           | –19           |                                    |
| Commercialbank Qatar Masters     |                    |               |               |                                    |
| 2010                             | Robert Karlsson    | 273           | –15           |                                    |
| 2011                             | Thomas Bjørn       | 274           | –14           |                                    |
| 2012                             | Paul Lawrie        | 273           | –15           |                                    |
| 2013                             | Chris Wood         | 270           | –18           |                                    |
| 2014                             | Sergio García po   | 272           | –16           | Won de play-off van Mikko Ilonen   |
| 2015                             | Branden Grace      | 269           | –19           |                                    |

| Toernooirecord |  | po = winnaar na play-off |